# Regionale raad van Mateh Yehuda
De Regionale raad van Mateh Yehuda (Hebreeuws: מועצה אזורית מטה יהודה) is een regionale raad in Israël.

## Gemeenschappen
- Kibboetsen
  - Harel · Kiryat Anavim · Ma'ale HaHamisha · Nahshon · Netiv HaLamed-Heh · Ramat Rachel · Tzora · Tzova
- Mosjavs
  - Aderet · Agur · Aminadav · Aviezer · Bar Giora · Beit Zeit · Beit Meir · Beit Nekofa · Bekoa · Eshtaol · Even Sapir · Gefen · Givat Ye'arim · Givat Yeshayahu · Kfar Uria · Kisalon · Luzit · Mevo Beitar · Mata · Mahsia · Mesilat Zion · Naham · Nehusha · Nes Harim · Neve Ilan · Neve Michael · Ora · Ramat Raziel · Sdot Mikha · Sho'eva · Shoresh · Ta'oz · Tal Shahar · Tarum · Tirosh · Tzafririm · Tzelafon · Yad HaShmona · Yish'i · Zanoah · Zekharia
- Dorpen
  - Nataf · Srigim · Tzur Hadassah · Gizo · Motza Illit · Neve Shalom · Ein Naqquba · Ein Rafa · Deir Rafat · Ein Kerem Agricultural School · Eitanim · Givat Shemesh · Kfar Zoharim · Kiryat Ye'arim Youth Village · Yedida

Abu Basma · Alona · al-Batuf · Be'er Tuvia · Beit She'an Vallei · Bnei Shimon · Brenner · Bustan al-Marj · Centraal Arava · Drom HaSharon · Esjkol · Gan Raveh · Gederot · Gezer · Gilboa · Golan · Gush Etzion · Har Hebron · Hefervallei · Hevel Eilot · Hevel Modi'in · Hevel Yavne · Hof Ashkelon · Hof HaCarmel · Hof HaSharon · Jizreëlvallei · Emek HaYarden · Bik'at HaYarden · Lakhish · Lev HaSharon · Lodvallei · Lager Galilea · Ma'ale Yosef · Mateh Asher · Mateh Binyamin · Mateh Yehuda · Megiddo · Megilot · Menashe · Merhavim · Merom HaGalil · Mevo'ot HaHermon · Misgav · Nahal Sorek · Ramat HaNegev · Sha'ar HaNegev · Sdot Negev · Shafir · Shomron · Tamar · Hoger Galilea · Yoav · Zevoeloen